# رايباكسل (فريق)
 رايباكسل  هو أحد فريق المصارعة الحرة الدبليو دبليو إي وهو مكون من كل من رايباك وكورتيس اكسل، كلا هما عملا سابقا مع بول هيمان.

## باديات الفريق (نوفمبر 2013 - مارس 2014)
كانت بداية اكسل ورايباك ضعيفة فقد شاركة في عدة مباريات لبطولة الفرق وخسراها ضد فريق كودي رودز وغوالداست وفي عرض غرفة الأقصاء 2014 لعبا مباراة ضد كودي وغولداست وكان يرافقهما كورتس الجد.

## المنافسة على بطولة الفريق
في عرض راسلمينيا 30 شارك رايباكسل في مباراة مكونة من أربع فريق هم ذا أوسو والأمريكيون الأصيلون ومصارعو الثيران وفاز فيها ذا أوسو، وبعدها أصبح الأثنان أكثر قوة من قبل مما جعلهما يهزمان فريق كودي وغولداست ليصبحا المنافس الأول لبطولة الفرق، ولكنهم خسرو لذا أوسو في عرض الراو يوم 28 أبريل.

## نهاية الفريق (أيار - أغسطس 2014)
في 5 أيار شارك الأثنان في باتل رويال بطولة الولايات المتحدة ولكنهما أقصيا من قبل دين امبروز، وقد واجه الأثنان فريق (جولد - ستارداست) في عرض Money In The Bank يوم 29 يونيو ولكنهم خسرو المبارة، وفي عرض باتل جراوند  Battleground  يوم 20 يوليو شاركو في باتل رويل لبطولة القارات لكنهم فشلو بالفوز، وأخر مرة ضهرو فيها كفريق عندما أتحدو مع راندي أورتن لمواجهة شيمس روب فان دام ورومان رينز وقد خسرو تلك المبارة إلتي كانت بتاريخ 2014/8/18.